# Sanionia
Sanionia (Krogblad) er en slægt af mosser med tre arter, hvoraf en enkelt findes i Danmark. Slægten er opkaldt efter den tyske botaniker Carl Gustav Sanio (1832-1891).
| Danske arter |

- Stribet Krogblad Sanionia uncinata